# Birgit Bofarull
Birgit Bofarull es una actriz de cine, teatro y televisión española, reconocida por su trabajo en la televisión colombiana en la década de 1990 y por aparecer en series de televisión españolas en la década de 2000 como Abuela de verano, Yo soy Bea y El cor de la ciutat.

## Carrera

### Inicios y carrera en Colombia
Birgit inició su carrera en el teatro en Puerto Rico en una obra del dramaturgo y compositor argentino Carlos Ferrari. Tras su diplomatura en filosofía y letras de la Universidad de Puerto Rico, terminó su Licenciatura en Artes Escénicas en la Universidad Internacional de Florida en Miami, obteniendo una graduación Summa Cum Laude.
Más adelante se trasladó a Nueva York, donde participó en más de 20 obras Off Broadway para añadir 10 más en Repertorio Español. Allí conoció a Jorge Alí Triana, director insigne colombiano. En 1991, Zbigniew Rybczyński, el único ganador polaco de un Premio Óscar, la incluyó al equipo de su obra maestra Kafka, parte de la serie L'encyclopédie audio-visuelle, interpretando a Felice, la prometida del escritor que se convierte en los personajes insignes de sus novelas.
En 1995 protagonizó junto al cubano Jorge Cao y a la colombiana Patricia Ercole la telenovela Pecado santo,  dirigida por Jorge Alí Triana, producción que causó una fuerte polémica en el país cafetero por presentar el romance de un clérigo con una mujer de negocios. Tras su destacada actuación interpretando a Lucrecia Boaventura en la telenovela, en 1998 Bofarull integró el elenco de Fuego verde, producción televisiva basada en la vida de los esmeralderos del altiplano cundiboyancense colombiano. En la serie compartió reparto con los actores Roberto Escobar, Isabella Santodomingo, Paola Andrea Rey y Carlos Benjumea. Ese mismo año encarnó a Rebeca en Corazón prohibido, junto a Luigi Aycardi, Noelle Schonwald y nuevamente Jorge Cao.

### Regreso a España
En el nuevo milenio la actriz retornó a España, donde actuó en la película hispano-estadounidense de horror Dagon, la secta del mar en 2001. Un año después integró el elenco de El segundo nombre, cinta de horror española dirigida por Paco Plaza, que se encargaría de dirigir la exitosa película REC en 2007. En 2005 apareció en la serie de televisión Abuela de verano interpretando a la señora Molins. Junto a Penélope Ann Miller y Henry Thomas, fue la mejor amiga de la protagonista en el papel de Connie en la película de acción The Deal, dirigida por Brian Groers. Un año más tarde integró el elenco de la serie Yo soy Bea (adaptación española de la popular telenovela colombiana Yo soy Betty, la fea) en el papel de Carol.
En 2009, retomó su tercera temporada en El Cor de la ciutat con el personaje de Àngels, la madre de una joven con enfermedad minoritaria y cierta discapacidad. La  telenovela catalana creada por Josep Maria Benet i Jornet y Jordi Galcerán representó un antes y después de la televisión catalana. Coincidió durante la última temporada con su hijo Salvador Vallejo, quien encarnó el papel del perspicaz y joven travieso Hristo.
Además de su carrera en la actuación, Bofarull escribe, ha sido profesora del Institut del Teatre, ha traducido textos teatrales y ha dirigido obras. Actualmente se dedica a la literatura.